# 킬로비트
| 비트의 양       | 비트의 양 | 비트의 양 | 비트의 양          | 비트의 양   |
| SI 접두어       | SI 접두어 | SI 접두어 | 이진 접두어        | 이진 접두어 |
| 이름            | 표준 SI   | 이진 변환 | 이름               | 값          |
| --------------- | --------- | --------- | ------------------ | ----------- |
| 킬로비트 (kbit) | 103       | 210       | 키비비트 (Kibit)   | 210         |
| 메가비트 (Mbit) | 106       | 220       | 메비비트 (Mibit)   | 220         |
| 기가비트 (Gbit) | 109       | 230       | 기비비트 (Gibit)   | 230         |
| 테라비트 (Tbit) | 1012      | 240       | 테비비트 (Tibit)   | 240         |
| 페타비트 (Pbit) | 1015      | 250       | 페비비트 (Pibit)   | 250         |
| 엑사비트 (Ebit) | 1018      | 260       | 엑스비비트 (Eibit) | 260         |
| 제타비트 (Zbit) | 1021      | 270       | 제비비트 (Zibit)   | 270         |
| 요타비트 (Ybit) | 1024      | 280       | 요비비트 (Yibit)   | 280         |

킬로비트(영어: kilobit, kbit 혹은 kb)는 1,000(103)을 의미하는 SI 접두어인 킬로와 컴퓨터 데이터의 가장 작은 단위인 비트가 합쳐진 컴퓨터 데이터를 나타내는 단위이다. 1 킬로비트는 125 바이트이다.

## 비트(bit)와 바이트(byte)의 혼동
킬로비트와 킬로바이트를 혼동하는 경우가 있는데, 이는 킬로비트를 축약하였을 때 단위인 kb와 킬로바이트를 축약하였을 때 단위인 kB를 착각함으로써 생긴 혼동이다. 알파벳 b의 소문자와 대문자의 차이로 용량이 8배 달라지므로 주의해야 한다.(1 바이트 = 8 비트)

## 이진 접두어와의 관계
컴퓨터와 관련된 이진 접두어를 사용하는 키비비트(Kibit 혹은 Kib)가 있다. 1 키비비트 = 210 비트 = 1,024 비트이다.
1킬로비트는 약 0.976 키비비트이다.

## 사용 용도
주로 저속의 통신장비 혹은 저용량의 메모리 표시에 사용된다.
PC 통신용 모뎀에서는 초당 전송하는 데이터의 킬로비트 양을 Kbps 단위로 표시한다.

## 같이 보기
- 메가비트
- 키비비트
- 비트
- SI 접두어
- 이진 접두어
- 킬로바이트